# Gozo Shioda
Gozo Shioda (塩田 剛三 ; 9. rujna 1915. – 17. srpnja 1994.), japanski majstor borilačkih vještina. Izravni je učenik Moriheija Ueshibe. Nositelj je 10. Dana u aikidu. Osnivač je škole Yoshinkan aikido.

## Životopis
Gozo Shioda je rođen 1915. Njegov otac je bio dr. Seiichi Shioda, poznat kao liječnik i japanski rodoljub. Gozo mu je bio drugi sin. Kad je Gozo Shioda navršio 18 godina, postao je učenik Moriheija Ueshibe, utemeljitelja aikida. Kod njega je vježbao osam godina, posvetivši svoj život slijedeći Ueshibu i savladavanje aikida.
Nakon Drugog svjetskog rata 1954. godine, društvo Extension Life održalo je demonstracije svih japanskih borilačkih vještina, gdje je demonstracija Goze Shiode bila visoko zapažena, pa je tom prilikom je dobio najviše priznanje. To je postao povijesni događaj, jer je aikido zapazilo japansko društvo.  Nakon godinu dana od održane demonstracije (1955.), ljudi iz poslovnog svijeta Japana, podržali su Gozo Shiodu u uspostavljanju i osnivanju nove škole u aikidu - Yoshin-kai aikido i  Yoshinkan dođoa. Nakon što je osnovao svoju školu, Gozo Shioda je narednih 40 godina svoga života nastavio vježbati, naporno raditi, širiti i razvijati Yoshinkan aikido.
Umro je 17. lipnja 1994. godine.

## Vanjske povezice
- Gozo Shioda  Arhivirana inačica izvorne stranice od 18. veljače 2021. (Wayback Machine)